# Karl Hugo Strunz
Karl Hugo Strunz (ur. 24 lutego 1910 w Weiden in der Oberpfalz, zm. 19 kwietnia 2006 w Unterwössen) – niemiecki mineralog, twórca jednego z najpopularniejszych systemów klasyfikacji minerałów.

## Życiorys
W 1929 rozpoczął studia przyrodnicze na Uniwersytecie w Monachium ze specjalizacją z mineralogii. Doktorat z filozofii uzyskał w 1933 na Uniwersytecie w Monachium, a dwa lata później doktorat z nauk technicznych na Uniwersytecie Technicznym w Monachium. Pracował w Politechnice w Zurychu, gdzie był asystentem Paula Niggli. W 1937 rozpoczął pracę w Muzeum Mineralogicznym Museum für Naturkunde w Berlinie. Dwa lata później, w 1939 został mianowany profesorem Uniwersytetu Fryderyka Wilhelma w Berlinie. Funkcję tę pełnił do 1946 roku. W 1946 przeniósł się na Uniwersytet w Ratyzbonie, zakładając tam wydział mineralogii i geologii. W 1951 roku został zatrudniony na stanowisku profesora na Technische Universität Berlin, gdzie założył katedrę mineralogii. Pełnił tę funkcję do 1978, kiedy to przeszedł na emeryturę. Został odznaczony Krzyżem Oficerskim Orderu Zasługi Republiki Federalnej Niemiec.
W 1941 opracował system klasyfikacji minerałów zwany „klasyfikacją Strunza” i zawarł go w dziele Mineralogische Tabellen. Opierał się on na strukturze krystalicznej oraz składzie chemicznym minerałów. Pierwotne wydanie było wielokrotnie wznawiane i rozszerzane. Obecny jego kształt został zatwierdzony w 2004 roku przez Międzynarodowe Towarzystwo Mineralogiczne, którego Strunz był wiceprezydentem w latach 1964–1970, zaś prezydentem od 1970 do 1974.